# 南風 - SOUTH WIND -
「南風 - SOUTH WIND - 」（みなみかぜ - さうすういんど - ）は、太田裕美が1980年の3月に発売したシングルで、キリンビール（清涼飲料水事業部。現・キリンビバレッジ）「キリンオレンジ」のCMソングにもなった曲である。

## 解説
- 1977年9月発売の「九月の雨」以来約2年6か月ぶりに、オリコンチャートの売上枚数が11万枚を超える久々のヒット曲となった。
- 前掲のCMソングにはこの曲の続編というべき3番がある。
- 太田は、1980年末に『第31回NHK紅白歌合戦』出場してローラースケートを履いて本楽曲を歌唱した。

## 収録曲
全編曲:萩田光雄
A面
1. 南風 - SOUTH WIND -（3分20秒） 
  - 作詞・作曲:網倉一也

B面
1. 想い出の「赤毛のアン」（4分13秒）
  - 作詞:岡田冨美子／作曲:濱田金吾